# Полдоллара с изображением Кеннеди
50 центов с изображением Кеннеди — монета США номиналом в 50 центов, которая чеканится с 1964 года по сегодняшний день. Находится в обращении. Стала выпускаться вскоре после убийства Джона Кеннеди 22 ноября 1963 года.

## История

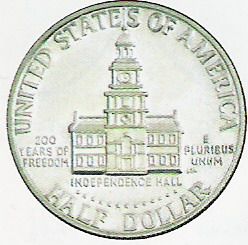
Реверс 1975–1976 годов

50 центов с изображением Кеннеди сменили монету того же номинала с изображением Бенджамина Франклина на аверсе. Фактически монета была подготовлена гравёрами Гилроем Робертсом и Франком Гаспарро в течение первой недели после убийства Кеннеди в Далласе. В качестве образца изображения была использована выпущенная 2 годами ранее памятная медаль с бюстом Кеннеди.
По стечению обстоятельств, новый дизайн монеты стал причиной её постепенного выхода из обихода из-за ряда не связанных друг с другом событий. Во-первых, многие жители США сохраняли монеты как память об их любимом президенте. В 1965 году Линдон Джонсон отменил серебряный стандарт, что вызвало быстрый выход из обращения отчеканенных ранее серебряных монет (в том числе и 50 центов с изображением Кеннеди 1964 года). При этом в отличие от 10- и 25-центовых монет, которые стали чеканить из медно-никелевого сплава, 50 центов остались на 40 % серебряными. В связи с этим люди также копили эти монеты, выводя их из широкого обращения. В 1971 году 50-центовые монеты стали также чеканиться из медно-никелевого сплава. К тому времени в обиход вошли торговые автоматы, которые не принимали монет в 50 центов, а люди отвыкли от их применения.
В 1975 и 1976 годах в честь 200-летия принятия Декларации независимости США выпускалась монета, на реверсе которой был изображён Индепенденс-холл, где она была подписана, а на аверсе находилась двойная дата «1776–1976». Необычный дизайн монеты также привёл к быстрому выходу её из обращения. С 2002 года монета выпускается относительно небольшими тиражами (в основном в подарочных и коллекционных наборах монет США).
На Денверский монетный двор поступали жалобы, что на основании шеи бюста изображён серп и молот. Гравёру монеты Гилрою Робертсу пришлось объясняться, что на самом деле принимаемая за серп и молот фигура не что иное, как его монограмма «GR». Робертс заметил, что «это может выглядеть как два серпа. Но оно совсем не похоже на серп и молот. Нужно быть недалёким, чтобы увидеть это». Подобное недоразумение возникло в 1946 году с началом чеканки десятицентовика с изображением Рузвельта, когда монограмма «J.S.» гравёра Джона Р. Синнока многими была принята за инициалы Иосифа Сталина (англ. Joseph Stalin) и появились теории коммунистического заговора.

## Тираж
Чеканка монеты производилась на трёх монетных дворах США. Их обозначение располагается на аверсе (небольшая буква между 2 и 3-й цифрами года):
- P или отсутствует (для монет 1964–1979 годов) — монетный двор Филадельфии, Пенсильвания
- D — монетный двор Денвера, Колорадо
- S — монетный двор Сан-Франциско, Калифорния

В 1964 году монеты на 90 % состояли из серебра, в 1965–1970 годах содержание серебра в них снизилось до 40 %, с 1971 — состояли из медно-никелевого сплава.
| год       | Тираж монетного двора Филадельфии | Тираж монетного двора Денвера | Тираж монетного двора Сан-Франциско                  |
| --------- | --------------------------------- | ----------------------------- | ---------------------------------------------------- |
| 1964      | 273 304 004 (3 950 762)           | 156 205 446                   |                                                      |
| 1965      | 65,879,366 (2 360 000)            |                               |                                                      |
| 1966      | 108 984 932 (2 261 583)           |                               |                                                      |
| 1967      | 295 046 978 (1 863 344)           |                               |                                                      |
| 1968      |                                   | 246 951 930                   | (3 041 506)                                          |
| 1969      |                                   | 129 881 800                   | (2 934 631)                                          |
| 1970      |                                   | 2 150 000                     | (2 632 810)                                          |
| 1971      | 155 164 000                       | 302 097 424                   | (3 220 733)                                          |
| 1972      | 153 180 000                       | 141 890 000                   | (3 260 996)                                          |
| 1973      | 64 964 000                        | 83 171 400                    | (2 760 339)                                          |
| 1974      | 201 596 000                       | 79 066 300                    | (2 612 568)                                          |
| 1975–1976 | 234 308 000 (4)                   | 287 565 248                   | (7 059 099) и ок. 9 млн серебряных монет             |
| 1977      | 43 598 000                        | 31 449 106                    | (3 251 152)                                          |
| 1978      | 14 350 000                        | 13 765 799                    | (3 127 781)                                          |
| 1979      | 68 312 000                        | 15 815 422                    | (3 677 175)                                          |
| 1980      | 44 134 000                        | 33 456 449                    | (3 554 806)                                          |
| 1981      | 29 544 000                        | 27 839 533                    | (4 063 083)                                          |
| 1982      | 10 819 000                        | 13 140 102                    | (3 857 479)                                          |
| 1983      | 34 139 000                        | 32 472 244                    | (3 279 126)                                          |
| 1984      | 26 029 000                        | 26 262 158                    | (3 065 110)                                          |
| 1985      | 18 706 962                        | 19 814 034                    | (3 362 662)                                          |
| 1986      | 13 107 633                        | 15 336 145                    | (3 010 497)                                          |
| 1987      | 2 890 758                         | 2 890 758                     | (4 227 728)                                          |
| 1988      | 13 626 000                        | 12 000 096                    | (3 262 948)                                          |
| 1989      | 24 542 000                        | 23 000 216                    | (3 220 194)                                          |
| 1990      | 22 278 000                        | 20 096 242                    | (3 299 559)                                          |
| 1991      | 14 874 000                        | 15 054 678                    | (2 867 787)                                          |
| 1992      | 17 628 000                        | 17 000 106                    | (2 858 981 медно-никелевых) и (1 317 579 серебряных) |
| 1993      | 15 510 000                        | 15 000 006                    | 2 633 439 медно-никелевых) и (761 353 серебряных)    |
| 1994      | 23 718 000                        | 23 828 110                    | 2 484 594 медно-никелевых) и (785 329 серебряных)    |
| 1995      | 26 496 000                        | 26 288 000                    | 2 010 384 медно-никелевых) и (838 953 серебряных)    |
| 1996      | 24 442 000                        | 24 744 000                    | (1 695 244)                                          |
| 1997      | 20 882 000                        | 19 876 000                    | (1 975 000)                                          |
| 1998      | 15 646 000                        | 13 765 799                    | (15 064 000)                                         |
| 1999      | 0                                 | 0                             | 0                                                    |
| 2000      | 8 900 000                         | 10 682 000                    |                                                      |
| 2001      | 21 200 000                        | 19 504 000                    |                                                      |
| 2002      | 3 100 000                         | 2 500 000                     |                                                      |
| 2003      | 2 500 000                         | 2 500 000                     |                                                      |
| 2004      | 2 900 000                         | 2 900 000                     |                                                      |
| 2005      | 3 800 000                         | 3 500 000                     |                                                      |
| 2006      | 2 400 000                         | 2 000 000                     |                                                      |
| 2007      | 2 400 000                         | 2 400 000                     |                                                      |
| 2008      | 1 700 000                         | 1 700 000                     |                                                      |
| 2009      | 1 900 000                         | 1 900 000                     |                                                      |

(В скобках обозначено количество монет качества пруф)